# B' Katīgoria 1966-1967
La B' Katīgoria 1966-1967 fu la 12ª edizione della B' Katīgoria; vide la vittoria finale dell'ASIL Lysī.

## Stagione

### Novità
Il numero di squadre partecipanti salì da undici a dodici: al posto della promossa APOP Paphou non ci fu alcuna retrocessione, ma si registrò il ritorno del PAEEK Kerynias e la nuova iscrizione dell'ASIL Lysī.

### Formula
Le dodici squadre partecipanti erano divisi in due gruppi, su base geografica. In ogni girone le squadre si incontravano in turni di andata e ritorno; erano assegnati tre punti per la vittoria, due per il pareggio e uno per la sconfitta. In caso di parità si teneva conto del quoziente reti.
I due vincitori dei gironi effettuavano un turno di play-off con gare di andata e ritorno; il vincitore veniva promosso nella A' Katīgoria 1967-1968.

## Girone 1
Squadre rappresentanti città appartenenti ai distretti di Nicosia, Kyrenia, Famagosta e Laranca. Sono noti solo i punti conquistati.

### Squadre partecipanti
| Club                | Città          | Stadio                    |
| ------------------- | -------------- | ------------------------- |
| AEK Famagosta       | Famagosta      | Stadio GSE                |
| Anagennīsī Larnaca  | Larnaca        | Vecchio Stadio GSZ        |
| ASIL Lysī           | Lysi           | Stadio Grigoris Afxentiou |
| EN Paralimni        | Paralimni      | stadio Tasos Markou       |
| ENAD Agios Dometios | Agios Dometios | ?                         |
| Keravnos Strovolos  | Strovolos      | Keravnos Stadium          |
| Orpheas Nicosia     | Nicosia        | Vecchio Stadio GSP        |
| PAEEK Kerynias      | Kyrenia        | GS Praxandros             |

### Classifica
|  | Pos. | Squadra             | Pt | G  |
|  | ---- | ------------------- | -- | -- |
|  | 1.   | ASIL Lysī           | 40 | 14 |
|  | 2.   | EN Paralimni        | 39 | 14 |
|  | 3.   | AEK Famagosta       | 28 | 14 |
|  | 4.   | Orpheas Nicosia     | 24 | 14 |
|  | 5.   | PAEEK Kerynias      | 23 | 14 |
|  | 6.   | ENAD Agios Dometios | 22 | 14 |
|  | 7.   | Keravnos Strovolos  | 21 | 14 |
|  | 8.   | Anagennīsī Larnaca  | 13 | 14 |

## Girone 2
Squadre rappresentanti città appartenenti ai distretti di Pafo e Limassol. Sono noti solo i punti conquistati.

### Squadre partecipanti
| Club                      | Città    | Stadio     |
| ------------------------- | -------- | ---------- |
| Arion Limassol            | Limassol | Stadio GSO |
| EPAL                      | Limassol | Stadio GSO |
| Ethnikos Asteras Limassol | Limassol | Stadio GSO |
| Evagoras Paphou           | Pafo     | Stadio GSK |

### Classifica
|  | Pos. | Squadra                   | Pt | G |
|  | ---- | ------------------------- | -- | - |
|  | 1.   | Evagoras Paphou           | 17 | 6 |
|  | 2.   | EPAL                      | 13 | 6 |
|  | 3.   | Arion Limassol            | 12 | 6 |
|  | 4.   | Ethnikos Asteras Limassol | 6  | 6 |

## Spareggio play-off
| Squadra 1 | Totale | Squadra 2       | Andata | Ritorno |
| --------- | ------ | --------------- | ------ | ------- |
| ASIL Lysī | 5 - 2  | Evagoras Paphou | 4 - 1  | 1 - 1   |

### Verdetti
- ASIL Lysī promosso in A' Katīgoria.